# Британська Есперантистська Молодь
Британська Есперантистська Молодь (есп. Junularo Esperantista Brita, JEB) — національна організація молодих есперантистів Великої Британії, британська секція Всесвітньої Есперантистської Молодіжної Організації (TEJO).
Велика Британія приймала кілька Міжнародних молодіжних конгресів есперанто: 3-й (1947 рік, Іпсвіч), 17-й (1961 рік, Вокінґем) та 27-й (1971, Едінбург).
JEB була заснована в 1959 році як молодіжна секція Есперанто-Асоціації Британії (ЕАВ). У перші роки в спільноті працювали такі відомі британські есперантисти, як Хамфрі Тонкін та Джон Крістофер Веллс. Протягом 2000-х років JEB відродилася як окрема організація завдяки зусиллям Деніела Вайта та Тіма Оуена (обидва — колишні президенти).
Зустрічі JEB проводяться в невимушеній атмосфері як для нових есперантистів, так і для експертів. Організовуються щоденні бесіди, лекції, екскурсії до музеїв. Постійний характер мають зустрічі за попередньою домовленістю у пабах «Везерспунс». У серпні 2019 року подібна зустріч відбулася в Оксфорді. Крім того, багато членів JEB їздять на есперанто-події за кордон, такі як Всесвітній молодіжний конгрес есперанто (IJK) та Молодіжний есперанто-тиждень (YES).
Стати членом організації згідно статуту можуть стати особи віком від 18 до 30 років, які проживають у Сполученому Королівстві або з підданством Великої Британії, або британські піддані, які проживають за кордоном.
JEB керується Комітетом, вибори якого проводяться щороку. У Комітеті є дві управлінські посади — президент та віце-президент.